# Lagocephalus cheesemanii
Lagocephalus cheesemanii is een straalvinnige vissensoort uit de familie van kogelvissen (Tetraodontidae). De wetenschappelijke naam van de soort is voor het eerst geldig gepubliceerd in 1897 door Clarke als Tetrodon cheesemanii.